# Данијел Килер
Даниел Педро Килер (рођен 21. децембра 1949) бивши је аргентински фудбалер, који је играо као дефанзивац. Био је део аргентинске репрезентације која је освојила Светско првенство 1978. године. Данијел и његов брат Марио били су део екипе Росарио Сентрал која је победила у првој лиги Аргентине 1973. године.